# Saad Samir
Saadeldin Samir Saad Ali (arab. سعد الدين سمير, ur. 1 kwietnia 1989) – piłkarz egipski grający na pozycji środkowego obrońcy.
Przez większość kariery jest związany z kairskim Al-Ahly, z którego był wypożyczany do dwóch innych egipskich klubów. Z Al-Ahly w 2010, 2014, 2016 i 2017 zostawał mistrzem kraju. W 2012 znalazł się w kadrze olimpijskiej na igrzyska w Londynie. W dorosłej reprezentacji Egiptu debiutował w 2014. W 2017 roku Héctor Cúper powołał go na Puchar Narodów Afryki 2008, a Egipt został wicemistrzem kontynentu.